# Fackeln im Sturm
Fackeln im Sturm (im Original North and South) ist eine Miniserie, basierend auf der Romantrilogie Die Erben Kains, Liebe und Krieg und Himmel und Hölle des US-amerikanischen Schriftstellers John Jakes. Die Serie umfasst drei Staffeln mit insgesamt fünfzehn Episoden von jeweils ungefähr neunzig Minuten Spiellänge und hat damit eine Gesamtlaufzeit von über zweiundzwanzig Stunden. In den Hauptrollen sind Patrick Swayze und James Read zu sehen, in Gast- und Nebenrollen wirken außerdem viele bedeutende Schauspieler mit.
Gegenstand sind die Vereinigten Staaten des 19. Jahrhunderts vor, während und unmittelbar nach dem amerikanischen Sezessionskrieg (1861–1865), wobei im Mittelpunkt die fiktiven Familien Main und Hazard stehen. Während die Mains in South Carolina eine Baumwollplantage besitzen, betreiben die Hazards in Pennsylvania eine Eisenhütte. Die beiden Familien befinden sich in enger Freundschaft, die gestiftet wurde, als die Söhne beider Familien, Orry Main und George Hazard, 1842 zusammen an der Militärakademie West Point studierten. Im Sezessionskrieg stehen sich die beiden als feindliche Generäle gegenüber und versuchen dennoch, sich ihre Freundschaft zu erhalten.
Die erste Staffel aus dem Jahre 1985, basierend auf dem ersten Roman der Trilogie (1842 bis 1861) und bestehend aus sechs Episoden, ging als die siebtmeist gesehene Miniserie in die Fernsehgeschichte ein und bedeutete den internationalen Durchbruch von Patrick Swayze. Mit ähnlichem Erfolg folgten ein Jahr später die Teile sieben bis zwölf, welche auf dem zweiten Band beruhen und die Kriegsjahre 1861 bis 1865 erzählen. Erst acht Jahre später folgte wegen der großen Popularität der Serie die ursprünglich nicht vorgesehene Verfilmung des 1987 erschienenen dritten Romanes über die erste Zeit nach dem Bürgerkrieg, wobei diese nur drei Episoden umfasst und sowohl bei Kritikern als auch beim Fernsehpublikum viele negative Reaktionen auslöste. Regie führten in Staffel 1 Richard T. Heffron, in Staffel 2 Kevin Connor und in Staffel 3 Larry Peerce.

## Handlung

### Staffel 1
Im Jahr 1842 lernt Orry Main, Sohn eines Plantagenbesitzers aus South Carolina in den Südstaaten der USA, bei einem Kutschenunfall Madeline Fabray kennen und verliebt sich in sie. Er ist gerade nach West Point unterwegs, um sich dort auf der Militärakademie zum Offizier ausbilden zu lassen. Auf dem Weg dorthin lernt er bei einer Prügelei in New York George Hazard kennen, den Sohn des Besitzers einer Eisengießerei in Pennsylvania in den Nordstaaten. Sie werden Freunde und absolvieren gemeinsam die Akademie, wo sie von ihrem Ausbilder Elkanah Bent drangsaliert werden. Madeline Fabray heiratet in der Zwischenzeit den Plantagenbesitzer Justin LaMotte, der sie psychisch und physisch misshandelt.
Im kurz darauf ausbrechenden Mexikanisch-Amerikanischen Krieg trifft Orry wieder auf Bent, wird durch dessen Schuld schwer verwundet und muss seine Militärkarriere vorerst beenden. Als sein Vater stirbt, übernimmt er die Führung der elterlichen Plantage Mont Royal. Seine Liebe zu der unglücklich verheirateten Madeline beschränkt sich auf wenige heimliche Verabredungen. George erbt zusammen mit seinem Bruder Stanley die väterliche Eisengießerei und heiratet die Offizierstochter Constance Flynn. George und Orry bleiben über Jahre in Kontakt, auch wenn die zunehmenden politischen Spannungen zwischen den amerikanischen Nord- und Südstaaten und die unterschiedlichen Auffassungen der Familien zur Frage der Sklaverei in den Südstaaten das Verhältnis immer wieder und zunehmend belasten. Dennoch werden George und Orry Geschäftspartner und Georges Bruder Billy beabsichtigt, Orrys Schwester Brett zu heiraten. Die Staffel endet mit dem Ausbruch des Amerikanischen Bürgerkrieges 1861. Orry, der bei Kriegsausbruch bei George weilt, muss Pennsylvania überstürzt verlassen.

### Staffel 2
Nach Kriegsbeginn müssen die Freunde Orry und George auf verschiedenen Seiten kämpfen. Bei einem Heimaturlaub tötet Orry Madelines gewalttätigen Ehemann. Orry wird im Krieg verwundet und kann nur dank der unerwarteten Hilfe von Virgilia, Georges Schwester, aus der Gefangenschaft entkommen und überleben. Er heiratet Madeline und die beiden bekommen ein Kind. Nach Kriegsende wird Mont Royal von marodierenden ehemaligen Sklaven überfallen und das Herrenhaus am Ende der zweiten Staffel niedergebrannt.

### Staffel 3
Orry wird nach dem Krieg, ebenso wie Georges Frau Constance, vom totgeglaubten Bent ermordet. George und Orrys Cousin Charles Main, dessen Sohn von Bent entführt wurde, spüren Bent auf und hängen ihn. Orrys in den ersten zwei Staffeln unerwähnt gebliebener Bruder Cooper Main ist Eigentümer der Plantage, überließ aber deren Leitung seiner Schwägerin Madeline. Als er plant, dort eine Phosphat-Mine aufzubauen, versucht er Madeline von Mont Royal zu vertreiben und schreckt auch vor einem Überfall mit dem Ku-Klux-Klan nicht zurück, bei dem er von seinen eigenen Leuten getötet wird. George und Madeline, die sich ineinander verliebt haben, beschließen, die Plantage neu aufzubauen.

## Episodenliste

### Staffel 1
| Nr. (ges.) | Nr. (St.) | Deutscher Titel     | Originaltitel  | Erstausstrahlung USA | Deutschsprachige Erstausstrahlung (D) | Regie              | Drehbuch                                                       |
| ---------- | --------- | ------------------- | -------------- | -------------------- | ------------------------------------- | ------------------ | -------------------------------------------------------------- |
| 1          | 1         | Wilde Jugend        | Book I, Part 1 | 3. Nov. 1985         | 4. Jan. 1987                          | Richard T. Heffron | Douglas Heyes, John Jakes                                      |
| 2          | 2         | Verbotene Liebe     | Book I, Part 2 | 5. Nov. 1985         | 5. Jan. 1987                          | Richard T. Heffron | Douglas Heyes, John Jakes, Paul F. Edwards                     |
| 3          | 3         | Herren und Sklaven  | Book I, Part 3 | 6. Nov. 1985         | 6. Jan. 1987                          | Richard T. Heffron | Douglas Heyes, John Jakes, Paul F. Edwards                     |
| 4          | 4         | Liebe und Hass      | Book I, Part 4 | 7. Nov. 1985         | 10. Jan. 1987                         | Richard T. Heffron | Douglas Heyes, John Jakes, Paul F. Edwards                     |
| 5          | 5         | Eine Welt zerbricht | Book I, Part 5 | 9. Nov. 1985         | 12. Jan. 1987                         | Richard T. Heffron | Douglas Heyes, John Jakes, Patricia Green, Kathleen A. Shelley |
| 6          | 6         | Wenn Sterne fallen  | Book I, Part 6 | 10. Nov. 1985        | 13. Jan. 1987                         | Richard T. Heffron | Patricia Green                                                 |

### Staffel 2
| Nr. (ges.) | Nr. (St.) | Deutscher Titel       | Originaltitel   | Erstausstrahlung USA | Deutschsprachige Erstausstrahlung (D) | Regie        | Drehbuch                       |
| ---------- | --------- | --------------------- | --------------- | -------------------- | ------------------------------------- | ------------ | ------------------------------ |
| 7          | 1         | Am Rande des Abgrunds | Book II, Part 1 | 4. Mai 1986          | 29. Aug. 1987                         | Kevin Connor | Richard Fielder                |
| 8          | 2         | Bürgerkrieg           | Book II, Part 2 | 5. Mai 1986          | 31. Aug. 1987                         | Kevin Connor | Richard Fielder                |
| 9          | 3         | Die Ketten fallen     | Book II, Part 3 | 6. Mai 1986          | 3. Sep. 1987                          | Kevin Connor | Richard Fielder                |
| 10         | 4         | Unversöhnliche Rache  | Book II, Part 4 | 7. Mai 1986          | 6. Sep. 1987                          | Kevin Connor | Richard Fielder, Douglas Heyes |
| 11         | 5         | Das Chaos regiert     | Book II, Part 5 | 8. Mai 1986          | 7. Sep. 1987                          | Kevin Connor | Richard Fielder                |
| 12         | 6         | Mein bester Freund    | Book II, Part 6 | 11. Mai 1986         | 8. Sep. 1987                          | Kevin Connor | Richard Fielder                |

### Staffel 3
| Nr. (ges.) | Nr. (St.) | Deutscher Titel            | Originaltitel    | Erstausstrahlung USA | Deutschsprachige Erstausstrahlung (D) | Regie        | Drehbuch        |
| ---------- | --------- | -------------------------- | ---------------- | -------------------- | ------------------------------------- | ------------ | --------------- |
| 13         | 1         | Der Kampf geht weiter      | Book III, Part 1 | 27. Feb. 1994        | 12. Nov. 1995                         | Larry Peerce | Suzanne Clauser |
| 14         | 2         | Auf Gedeih und Verderb     | Book III, Part 2 | 28. Feb. 1994        | 26. Nov. 1995                         | Larry Peerce | Suzanne Clauser |
| 15         | 3         | Entscheidung in Mont Royal | Book III, Part 3 | 2. März 1994         | 3. Dez. 1995                          | Larry Peerce | Suzanne Clauser |

## Figuren

### Orry Main
Orry, gespielt von Patrick Swayze, ist Südstaatler und Sohn eines Plantagenbesitzers. Er wächst auf der väterlichen Plantage Mont Royal auf, absolviert eine Ausbildung in West Point und kämpft im Mexikanisch-Amerikanischen Krieg (1846–1848), in dem er schwer verwundet wird (er behält ein steifes Bein), sowie im Amerikanischen Bürgerkrieg als General in der Armee der Konföderierten Staaten von Amerika. Er übernimmt die Plantage seines Vaters, vertritt die Grundsätze der Südstaaten und befürwortet die Sklaverei, behandelt seine Sklaven aber vergleichsweise human. Er heiratet später Madeline Fabray, mit der er einen Sohn bekommt.

### George Hazard
Er wird gespielt von James Read, ist ein Nordstaatler aus Lehigh Station, Pennsylvania und der Sohn eines Eisengießerei-Besitzers. Er absolviert ebenfalls eine Ausbildung in West Point und kämpft an Orrys Seite im Mexikanisch-Amerikanischen Krieg sowie im Amerikanischen Bürgerkrieg, dort allerdings in der Unionsarmee. Er vertritt die Grundsätze der Nordstaaten und ist gegen die Sklaverei. Er heiratet Constance Flynn aus Irland und hat mit ihr zusammen eine Tochter namens Hope.

### Madeline Eugenie Fabray
Madeline, gespielt von Lesley-Anne Down, stammt aus New Orleans und ist eine Octoroon, d. h. 1/8 Afroamerikanerin. Ihr Vater, Nicholas Fabray (gespielt von Lee Bergere), hat sie zu einer politisch gebildeten jungen Dame erzogen. Sie heiratet zunächst den sadistischen Plantagenbesitzer Justin LaMotte, der ihre politischen Aussagen unterdrückt, sie quält und opiumabhängig macht, bis Orry Main, in den sie schon vor ihrer ersten Ehe verliebt ist und mit dem sie eine jahrelange Affäre hat, sie befreien kann. Sie heiratet ihn und die beiden bekommen einen Sohn, Orry Nicolas. Nach dem Tod ihres Mannes heiratet sie in Staffel 3 George Hazard und baut zusammen mit ihm ein neues Haus auf Mont Royal.

### Elkanah Bent
Er wird gespielt von Philip Casnoff und ist der immer wieder auftauchende Feind von George Hazard und Orry Main. Er war ihr Ausbilder in West Point und Vorgesetzter im Mexikanischen Krieg. Er ist verantwortlich für Orrys Verletzung. Während des Bürgerkrieges wird er Blockadebrecher und hat eine Affäre mit Ashton. Er stirbt wenig später scheinbar bei der Explosion eines Waffenarsenals. Nach Ende des Bürgerkriegs (3. Staffel) taucht er plötzlich wieder auf und ermordet aus Hass Orry Main und Constance Hazard, wird anschließend jedoch von George Hazard und Charles Main gejagt und gehängt.

### Justin LaMotte
Dargestellt von David Carradine ist LaMotte ein skrupelloser Plantagenbesitzer, der zunächst Madeline Fabray heiratet und später im Kampf gegen Orry Main stirbt.

### Mitglieder der Familie Main
Clarissa Main (Jean Simmons) ist Orrys Mutter und eine typische Südstaatlerin. Ihr Mann Tillet (Mitchell Ryan) führt bis zu seinem Tod die Plantage Mont Royal. Ashton (Terri Garber) und Brett Main (Genie Francis) sind Orrys Schwestern. Die jüngere Brett ist schüchtern, später heiratet sie Georges Bruder Billy. Ashton hat zahlreiche Verhältnisse und heiratet den Südstaatler James Huntoon (Jim Metzler). In der 3. Staffel schließlich lebt sie mit Will Fenway (Tom Noonan) zusammen. Orrys Cousin Charles Main, dargestellt von Lewis Smith in den Staffeln 1 und 2 und von Kyle Chandler in Staffel 3, kämpft wie Orry auf der Seite der Konföderation im Bürgerkrieg. Die Rolle von Cooper Main, Orrys älterem Bruder, der erst in der später produzierten 3. Staffel auftritt, übernahm Robert Wagner.

### Mitglieder der Familie Hazard
Georges Vater ist William Hazard (John Anderson), seine Mutter heißt Maude (Inga Swenson). George heiratet Constance Flynn (Wendy Kilbourne) und hat mit ihr eine Tochter namens Hope. Sein älterer Bruder Stanley (Jonathan Frakes) leitet mit George zusammen die Gießerei und ist mit der ehrgeizigen Isabel (Wendy Fulton in Staffel 1, Mary Crosby in Staffel 2 sowie Deborah Rush in Staffel 3) verheiratet. Während des Bürgerkrieges leitet er die Gießerei allein und liefert, unter dem Einfluss von Isabel, minderwertige Waffen an die Armee, wofür er sich schließlich verantworten muss. Der jüngere Bruder William (Billy) Hazard (Cary Guffey in Staffel 1 als Kind, John Stockwell in Staffel 1, Parker Stevenson in Staffel 2) geht nach West Point und heiratet später Brett Main. Er kämpft als Scharfschütze auf Seiten der Union im Bürgerkrieg.

### Virgilia Hazard
Georges ältere Schwester (Kirstie Alley) ist Abolitionistin und damit den Maines gegenüber von Anfang an sehr antagonistisch eingestellt. Später heiratet sie den Sklaven Grady, dem sie zur Flucht verholfen hat. Nachdem dieser im Zusammenhang mit dem Überfall auf Harpers Ferry erschossen wird, kommt Virgilia ins Irrenhaus, wo der Kongressabgeordnete Samuel Green (David Ogden Stiers) sie wieder herausholt. Im Laufe des Bürgerkrieges, sie arbeitet als Krankenschwester, ändert sich ihre Einstellung zu den Mains, und sie verhilft Orry im Lazarett sogar zur Flucht. Sie wird die Geliebte von Samuel Green. Als sie später von ihm erfährt, dass er sie zu dieser Affäre unter Vortäuschung falscher Tatsachen gebracht hatte, bringt sie ihn um, wird daraufhin zum Tode verurteilt und gehängt.

### Sklaven
Priam (David Harris) flieht und schließt sich der Organisation des Nordstaatlers John Brown an. Virgilia Hazard verliebt sich in den Sklaven Grady (Georg Stanford Brown), verhilft ihm zur Flucht und heiratet ihn. Priam und Grady werden bei Harpers Ferry getötet. Priams Schwester Semiramis (Erica Gimpel) wird vom Sklavenaufseher Salem Jones (Tony Frank) jahrelang vergewaltigt. Sie verliebt sich zwar in Charles Main, hat aber kein Verhältnis mit ihm. Zum Ende des zweiten Buches geht sie eine Beziehung mit dem Ex-Sklaven Esra ein. Maum Sally (Olivia Cole) ist die Zofe von Madeline LaMotte; Justin LaMotte wirft sie die Treppe hinunter, dabei bricht sie sich das Genick.

### Historische Persönlichkeiten
Aufgrund des historischen Zusammenhangs kommen viele geschichtliche Persönlichkeiten vor wie Abraham Lincoln (Hal Holbrook), Ulysses S. Grant (Anthony Zerbe), Jefferson Davis (Lloyd Bridges), Robert E. Lee (William Schallert), George B. McClellan (Chris Douridas), Frederick Douglass (Robert Guillaume) und John Brown (Johnny Cash). In den ersten beiden Staffeln legten die Produzenten sehr großen Wert auf die historischen Ereignisse und räumten den politischen Entwicklungen den entsprechenden Raum ein. In der dritten Staffel, die erst rund zehn Jahre später entstand, wurde das Augenmerk fast ausschließlich auf das Schicksal der beiden Familien gelegt.

## Besetzung
Die Fernsehserie wurde auch für ihre große und teilweise hochkarätige Besetzung bekannt. Zahlreiche bekannte, teilweise oscarprämierte Darsteller wie z. B. Elizabeth Taylor, James Stewart, Olivia de Havilland und Sänger Johnny Cash übernahmen Gastauftritte. James Read und Wendy Kilbourne, die Darsteller von George und Constance Hazard, verliebten sich während des Drehs. Sie heirateten 1988 und haben heute zwei Kinder. Auch Jonathan Frakes und Genie Francis heirateten 1988. Kirstie Alley und Parker Stevenson waren bereits seit 1983 miteinander verheiratet. Für die dritte Staffel, die acht Jahre später produziert wurde, kehrten einige wichtige Darsteller nicht zur Serie zurück.

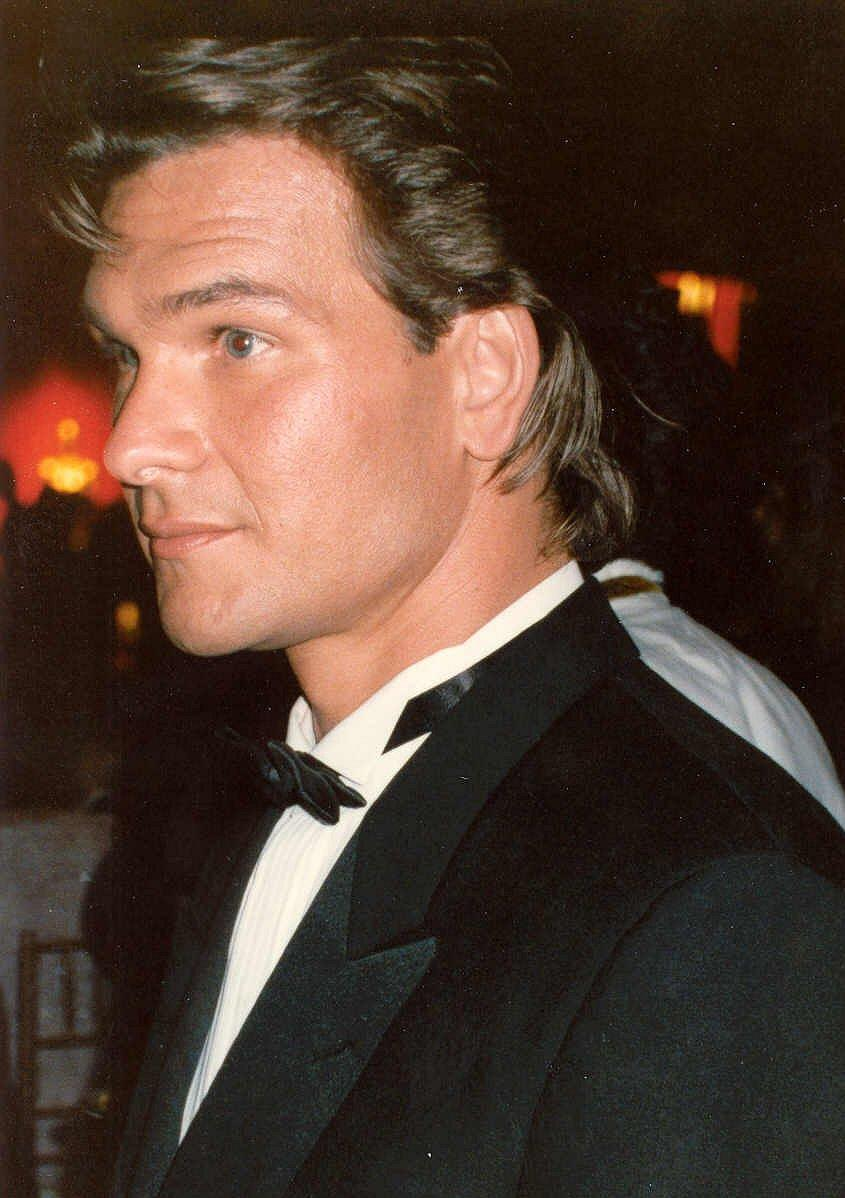
Patrick Swayze (1989) spielt Orry Main
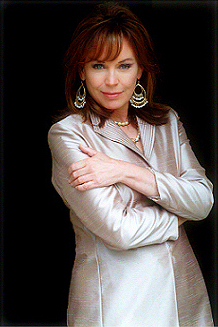
Lesley Anne Down (2008) spielt Madeline
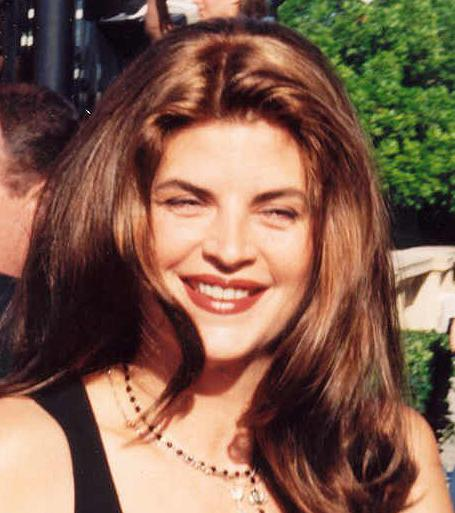
Kirstie Alley (1994) spielt Virgilia Hazard
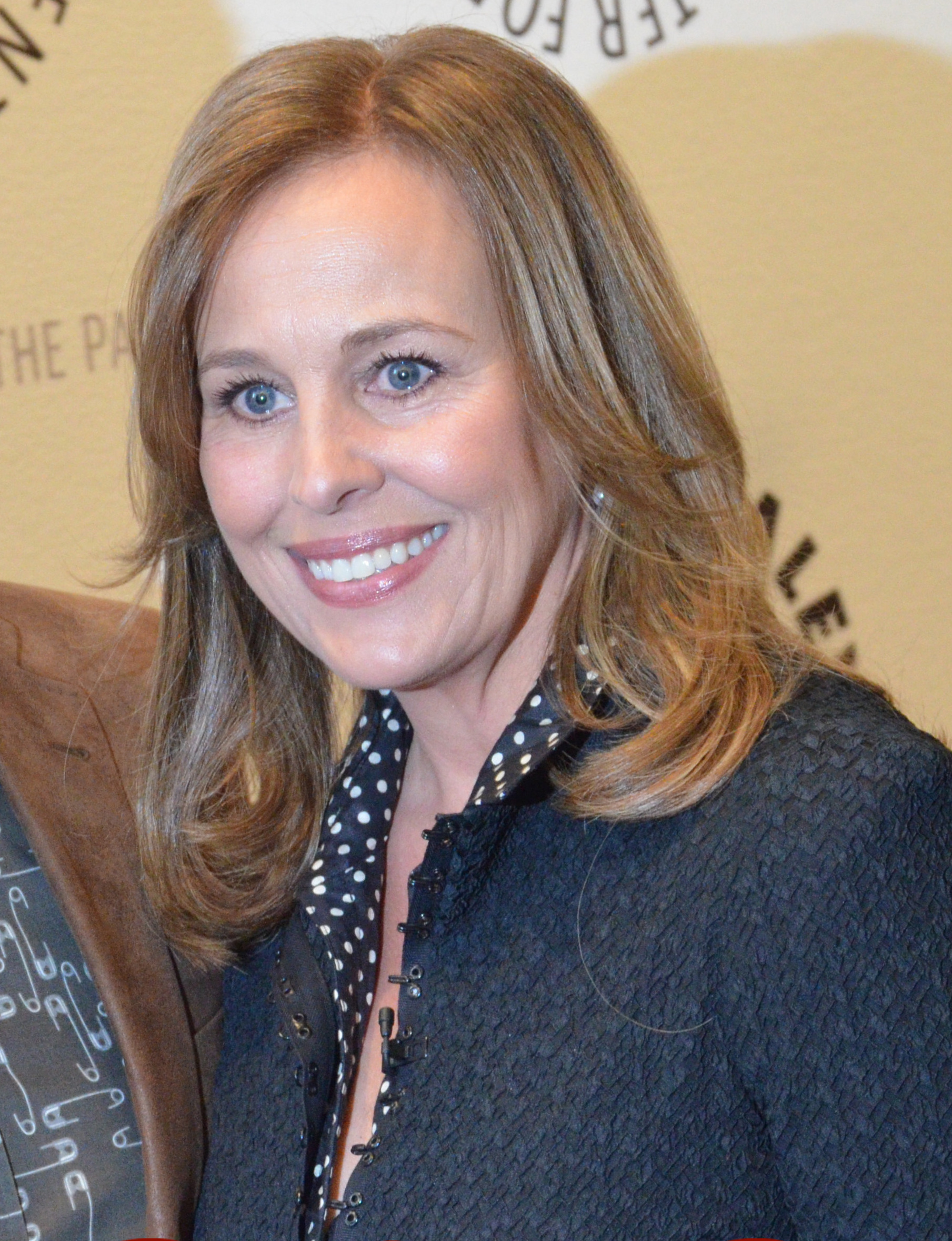
Genie Francis (2013) spielt Brett Main
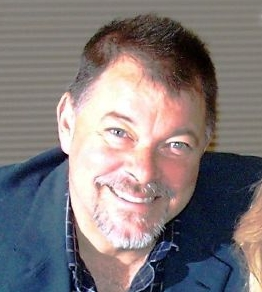
Jonathan Frakes (2005) spielt Stanley Hazard
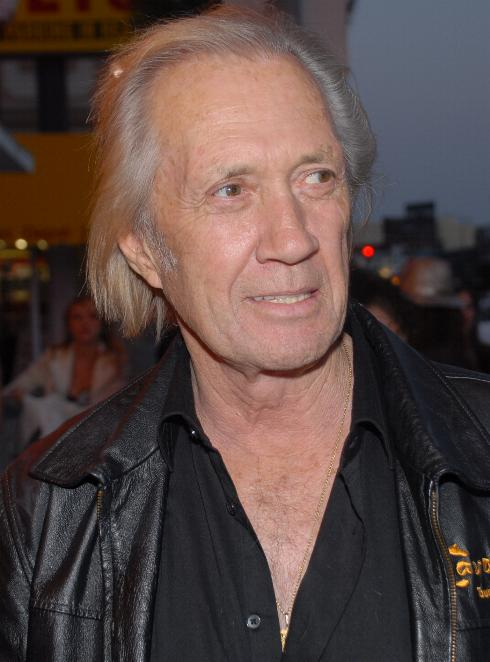
David Carradine (2008) spielt Justin LaMotte

| Figur                                                 | 1. Staffel 1985                                             | 2. Staffel 1986     | 3. Staffel 1994    | Synchronsprecher         |
| ----------------------------------------------------- | ----------------------------------------------------------- | ------------------- | ------------------ | ------------------------ |
| Orry Main, General                                    | Patrick Swayze                                              | Patrick Swayze      | –                  | Manuel Vaessen           |
| George Hazard, General                                | James Read                                                  | James Read          | James Read         | Thomas Petruo            |
| Madeline Fabray (später LaMotte, Main bzw. Hazard)    | Lesley-Anne Down                                            | Lesley-Anne Down    | Lesley-Anne Down   | Monica Bielenstein       |
| Constance Flynn Hazard                                | Wendy Kilbourne                                             | Wendy Kilbourne     | Wendy Kilbourne    | Judith Brandt            |
| Virgilia Hazard (später Grady)                        | Kirstie Alley                                               | Kirstie Alley       | –                  | Uta Hallant              |
| Ashton Main (später Huntoon)                          | Terri Garber (als Kind: Temi Epstein und Stephanie Jolluck) | Terri Garber        | Terri Garber       | Dorette Hugo             |
| Brett Main (später Hazard)                            | Genie Francis (als Kind: Nikki Creswell und Melissa Manley) | Genie Francis       | Genie Francis      | Bettina Spier            |
| Elkanah Bent, Colonel                                 | Philip Casnoff                                              | Philip Casnoff      | Philip Casnoff     | Detlef Bierstedt         |
| Charles Main                                          | Lewis Smith                                                 | Lewis Smith         | Kyle Chandler      | Torsten Sense            |
| Billy Hazard                                          | John Stockwell (als Kind: Cary Guffey)                      | Parker Stevenson    | –                  | Nicolas Böll             |
| Stanley Hazard                                        | Jonathan Frakes                                             | Jonathan Frakes     | Jonathan Frakes    | Michael Christian        |
| Isabel Truscott Hazard, Stanleys Frau                 | Wendy Fulton                                                | Mary Crosby         | Deborah Rush       | Evelyn Maron             |
| Justin LaMotte                                        | David Carradine                                             | David Carradine     | –                  | Christian Rode           |
| Clarissa Gault Main                                   | Jean Simmons                                                | Jean Simmons        | –                  | Bettina Schön            |
| Maude Hazard                                          | Inga Swenson                                                | Inga Swenson        | –                  | Sigrid Lagemann          |
| Burdetta Halloran, Bents Geliebte                     | Morgan Fairchild                                            | Morgan Fairchild    | –                  | Sabine Thiesler          |
| Sam Greene, Kongressabgeordneter                      | David Ogden Stiers                                          | David Ogden Stiers  | –                  | Heinz Theo Branding      |
| James Huntoon                                         | Jim Metzler                                                 | Jim Metzler         | –                  | Axel Lutter              |
| Salem Jones, Aufseher                                 | Tony Frank                                                  | Tony Frank          | –                  | Jürgen Heinrich          |
| Priam, Sklave                                         | David Harris                                                | –                   | –                  | Stefan Krause            |
| Semiramis, Sklavin                                    | Erica Gimpel                                                | Erica Gimpel        | –                  | Sabine Sebastian         |
| Cuffey, Sklave                                        | Forest Whitaker                                             | Forest Whitaker     | –                  | Manfred Lehmann          |
| Ned Fisk, Kadett und später Major                     | Andrew Stahl                                                | Andrew Stahl        | –                  | Mathias Einert           |
| Abraham Lincoln, US-Präsident                         | Hal Holbrook                                                | Hal Holbrook        | –                  | Harry Wüstenhagen        |
| Ulysses S. Grant, General                             | Mark Moses                                                  | Anthony Zerbe       | Rutherford Cravens | Jürgen Kluckert          |
| Maum Sally, Sklavin                                   | Olivia Cole                                                 | –                   | –                  | Renate Danz              |
| Forbes LaMotte, Justins Neffe                         | William Ostrander                                           | –                   | –                  | Knut Reschke             |
| Charles Edwards, Senator und Bents unehelicher Vater  | Gene Kelly                                                  | –                   | –                  | Gerd Holtenau            |
| Madam Conti, Bordellchefin                            | Elizabeth Taylor                                            | –                   | –                  | Rosemarie Fendel         |
| Garrison Grady, Sklave und Virgilias Ehemann          | Georg Stanford Brown                                        | –                   | –                  | Engelbert von Nordhausen |
| Tillet Main, Orrys Vater                              | Mitchell Ryan                                               | –                   | –                  | Eric Vaessen             |
| William Hazard, Georges Vater                         | John Anderson                                               | –                   | –                  | Jochen Schröder          |
| Patrick Flynn, Constances Vater                       | Robert Mitchum                                              | –                   | –                  | Klaus Kindler            |
| Nicholas Fabray, Madelines Vater                      | Lee Bergere                                                 | –                   | –                  | Friedrich W. Bauschulte  |
| Frederick Douglass, Abolitionist                      | Robert Guillaume                                            | –                   | –                  | Edgar Ott                |
| John Brown, radikaler Abolitionistenführer            | Johnny Cash                                                 | –                   | –                  | Heinz Giese              |
| George B. McClellan                                   | Chris Douridas                                              | –                   | –                  |                          |
| George Pickett                                        | Cody W. Hampton                                             | –                   | –                  | Tobias Meister           |
| Thomas „Stonewall“ Jackson                            | William Preston Daly                                        | –                   | –                  | Frank Schaff             |
| Robert Anderson, Major und Kommandant von Fort Sumter | James Rebhorn                                               | –                   | –                  | Kurt Goldstein           |
| Augusta Barclay, Witwe                                | –                                                           | Kate McNeil         | –                  | Joseline Gassen          |
| Rafe Baudeen, Glücksspieler                           | –                                                           | Lee Horsley         | –                  | Wolfgang Condrus         |
| Miles Colbert, Madelines Anwalt                       | –                                                           | James Stewart       | –                  | Friedrich Schoenfelder   |
| Mrs. Neal, Lazarett-Oberschwester                     | –                                                           | Olivia de Havilland | –                  | Inge Wolffberg           |
| Rose Sinclair, ehemalige Schauspielerin               | –                                                           | Linda Evans         | –                  | Gisela Fritsch           |
| Thomas Turner, Captain                                | –                                                           | Wayne Newton        | –                  | Joachim Kerzel           |
| Hiram Berdan, Colonel und Billys Vorgesetzter         | –                                                           | Kurtwood Smith      | –                  | Karl Schulz              |
| Ezra, Sklave                                          | –                                                           | Beau Billingslea    | –                  | Helmut Gauß              |
| Rudy Bodford, Lt.                                     | –                                                           | Michael Dudikoff    | –                  | Tobias Meister           |
| Stephen Kent, Lt.                                     | –                                                           | Whip Hubley         | –                  | Benjamin Völz            |
| Shain                                                 | –                                                           | Maurice Roëves      | –                  | Hermann Ebeling          |
| Jefferson Davis, Südstaaten-Präsident                 | –                                                           | Lloyd Bridges       | –                  | Jochen Schröder          |
| Robert E. Lee, General der Südstaaten                 | –                                                           | William Schallert   | –                  | Herbert Stass            |
| Dorothea Dix, Leiterin aller Lazarette                | –                                                           | Nancy Marchand      | –                  |                          |
| Cooper Main, Madelines Schwager                       | –                                                           | –                   | Robert Wagner      | Joachim Kerzel           |
| Judith Stafford Main, Coopers Frau                    | –                                                           | –                   | Cathy Lee Crosby   |                          |
| Willa Parker, Schauspielerin                          | –                                                           | –                   | Rya Kihlstedt      | Bettina Weiß             |
| Will Fenway, Ashtons Liebhaber                        | –                                                           | –                   | Tom Noonan         |                          |
| Sam Trump, Schauspiellehrer                           | –                                                           | –                   | Peter O’Toole      | Jürgen Thormann          |
| Adolphus                                              | –                                                           | –                   | Rip Torn           |                          |
| Gus Main, Charles’ Sohn                               | –                                                           | –                   | Cameron Finley     |                          |
| Scar                                                  | –                                                           | –                   | Gregory Zaragoza   | Stefan Staudinger        |
| Running Wolf                                          | –                                                           | –                   | Ted Thin Elk       | Helmut Heyne             |
| Gettys LaMotte                                        | –                                                           | –                   | Cliff De Young     | Frank-Otto Schenk        |
| Jack Quinlan                                          | –                                                           | –                   | Woody Watson       |                          |
| Isaac                                                 | –                                                           | –                   | Stan Shaw          | Jürgen Kluckert          |
| Jane                                                  | –                                                           | –                   | Sharon Washington  | Ulrike Lau               |
| Prudence                                              | –                                                           | –                   | Mariette Hartley   | Liane Rudolph            |
| Francis Cardozo                                       | –                                                           | –                   | Billy Dee Williams |                          |

## Produktion

### Drehorte

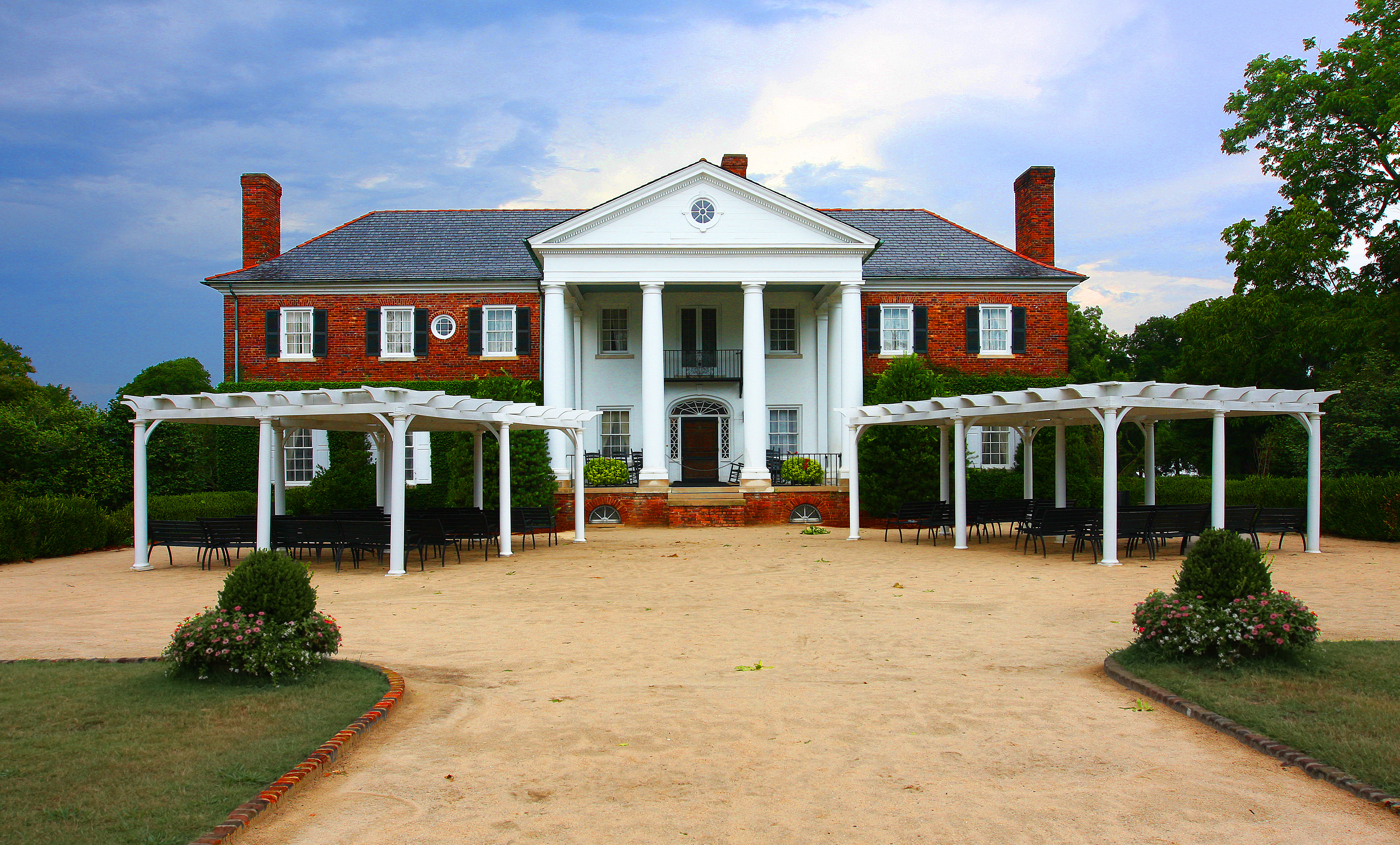
Boone Hall in Mount Pleasant diente als Mont Royal

Gedreht wurde die Serie teilweise an Originalschauplätzen im Südosten der Vereinigten Staaten. Als Außenkulisse von Mont Royal diente die Boone-Hall-Plantage in Mount Pleasant bei Charleston in South Carolina, die Innenaufnahmen von Mont Royal entstanden in Stanton Hall in Natchez, Mississippi. Bei der Plantage Resolute handelt es sich um die Greenwood Plantation bei St. Francisville in Louisiana. Das Anwesen Belvedere, das sich im Film in Pennsylvania befindet, ist das Calhoun Mansion in Charleston. Als Akademie West Point diente das Historic Jefferson College in Natchez. Die meisten Außenaufnahmen von Stadtgebäuden entstanden ebenfalls in Charleston.

### Filmmusik
Für die musikalische Untermalung der ersten beiden Staffeln sorgte der bekannte Komponist Bill Conti, der schon die Musik für Rocky, Der Stoff, aus dem die Helden sind, den James-Bond-Film In tödlicher Mission, sowie für die Fernsehserien Falcon Crest und Der Denver-Clan komponierte. Für die Filmmusik von Fackeln im Sturm wurde er 1986 für einen Emmy nominiert.
Bill Conti hat in die Musik zu Fackeln im Sturm jedoch auch eine ganze Reihe von Titeln eingebaut, die ursprünglich nicht von ihm bzw. nicht für diese Fernsehserie geschrieben wurden:
- In dem Stück Knapp entkommen verwendet er eine Fuge aus dem Choral Wer nur den lieben Gott lässt walten aus den Schübler-Chorälen von Johann Sebastian Bach (BWV 647)
- Ein sehr melancholisches Thema stammt ursprünglich aus Contis eigener Filmmusik zu Die Formel (1980, mit Marlon Brando)
- Das deutsche Volkslied Geh aus, mein Herz, und suche Freud ist ebenfalls zu hören

Die Musik der dritten Staffel schrieb der TV-Komponist David Bell, der unter anderem bei den Serien Star Trek: Raumschiff Voyager und Star Trek: Deep Space Nine mitwirkte.

## Unterschiede zwischen Fernsehserie und Romanen
Die Serie basiert auf den drei Romanen North and South (Die Erben Kains), Love And War (Liebe und Krieg) und Heaven And Hell (Himmel und Hölle). Allerdings gibt es Unterschiede, beispielsweise bauen die Mains in den Romanen Reis an und in der Serie Baumwolle. Insgesamt musste die Romanhandlung für die Fernsehversion gekürzt werden, auch entsprechen einige Darsteller nicht der Beschreibung im Roman:
Eine wesentliche Kürzung gegenüber den Romanen war zunächst der Wegfall von Orrys Bruder Cooper; im Roman ein tüchtiger, aber nur mäßig erfolgreicher Ingenieur. Ein Teil seines Textes aus dem Roman wurde auf Orry Main übertragen, der auch dadurch wesentlich fortschrittlicher und aufgeklärter wirkt als im Roman. Als die Verfilmung des dritten Teils („Himmel und Hölle“) beschlossen wurde, stellten sich zwei Probleme: Mit Patrick Swayze als Orry Main entfiel eine Sympathiefigur, gleichzeitig musste Cooper Main erscheinen, da ohne ihn die Handlung wenig Sinn ergeben hätte. Zudem war Robert Wagner mit 64 Jahren um 20 Jahre zu alt für seine Rolle.
Die männlichen Mitglieder der Familie Hazard werden in den Romanen als klein und stämmig beschrieben, die Darsteller – unter anderem James Read (1,88 Meter) und Jonathan Frakes (1,93 Meter) – sind jedoch groß und normalgewichtig.
Elkanah Bent wird in den Büchern zunächst als korpulent, später sogar als krankhaft fettsüchtig geschildert, in der Serie jedoch von dem normalgewichtigen Philip Casnoff dargestellt. Des Weiteren ist Bent im Buch Nordstaatler aus Ohio, der in den Süden desertiert. Charles dient unter Bent in Texas, dieser Handlungsstrang, der im Buch mehrere Kapitel einnimmt und durch den der (fast eingeschlafene) Hass Bents neu entfacht und gefestigt wird, wird in der Serie nicht erwähnt. In der Serie ist Bent der uneheliche Sohn eines Senators aus Ohio, der von seinem Vater in den Süden zur Adoption gegeben wurde. Daher vertritt er auch die dortigen Ansichten und hat eine Beziehung mit Ashton, die auch auf beider Abneigung gegen Orry basiert. Dagegen begegnen sich Bent und Ashton im Buch nur einige Male kurz, und die Begegnungen sind von gegenseitigem Desinteresse bzw. später Abneigung geprägt. Obwohl Ashton Orry nicht sonderlich gern hat, bemerkt sie Bents Hass und verweigert ihm nähere Auskünfte über ihren Bruder. Die Romanfigur des Lamar Powell (der von einer neuen Konföderation im Westen träumt) entfiel, Powell wurde in der Serie weitgehend mit der Figur des Elkanah Bent verschmolzen, welcher auch dessen Grundsätze vertritt.
Ashton Mains Ehemann James Huntoon wird in den Büchern körperlich ähnlich wie Elkanah Bent beschrieben, allerdings auch noch stark kurzsichtig und schon in der späten Jugend mit beginnender Glatze. In der Serie ist er jedoch ein durchschnittlich großer und schlanker Mann mit vollem Haar und ohne Brille. Auch charakterlich gibt es Unterschiede: Im Buch ist Huntoon ein schwacher und impotenter Mann, in der Serie dagegen ein engagierter und angesehener Südstaatenpolitiker – wenngleich auch kein Held wie Orry und George.
Constance Flynns Vater ist in der Vorlage ein texanischer Rechtsanwalt und hat nichts mit der Armee zu tun. Im Roman wird Constance als rothaarig und größer als George beschrieben, während sie im Film blond und kleiner als George ist.
Justin LaMotte, der in der Verfilmung wesentlich brutaler dargestellt wird als im Roman, stirbt im Kampf mit Orry und nicht, wie im Buch beschrieben, an einer Blutvergiftung. Justins Bruder Francis, Forbes’ Vater, wird in der Verfilmung nicht erwähnt.
Virgilia Hazard wird in den Büchern nicht, wie in der Serie, am Ende des zweiten Bandes hingerichtet, sondern spielt auch noch im dritten Band eine wichtige Rolle und vollzieht als Gegenstück von Cooper Main eine Wandlung von der Radikalen zur Philanthropin, während es bei Cooper umgekehrt ist. Am Ende hilft Virgilia sogar, das ihr früher als Symbol für Sklaverei verhasste Mont Royal zu retten. In der Serie wird George im Libby-Gefängnis inhaftiert, im Roman ist es sein Bruder Billy. Allgemein wird der ab dem zweiten Buch vollzogene Wechsel der Generationen (Von Orry und George zu Billy und Charles, in Band drei ist Charles alleinige Hauptfigur) nach dem ersten Band in der Serie erst mit der dritten Staffel verspätet und unvollständig übernommen.
In der Vorlage wird Orry Main im letzten Viertel des zweiten Bandes von einem verletzten Unionssoldaten, dem er helfen will, erschossen. Als der dritte Band verfilmt wurde, wurde Mains Tod als Ermordung durch Elkanah Bent nachgeholt. Orrys erste Verwundung ist in der Serie am Bein; in den Büchern wird er ebenfalls dort getroffen und verliert etwas später den linken Arm. Diese Verwundung ist für die Entwicklung der Figur im weiteren Verlauf des Romans prägend. In der Serie wird er während des Bürgerkrieges vom Pferd geschossen. Virgilia rettet ihn in ihrem Lazarett vor dem Tod und verhilft ihm später zur Flucht. Er verliert aber keinen Arm, da sich Patrick Swayze nach einer Kostümprobe weigerte, sich für den Rest der Dreharbeiten den Arm auf den Rücken binden zu lassen. Orry hat auch kein Kind mit Madeleine, dieses wurde in der Serie als Hoffnungsträger für das neue Mont Royal eingebaut. Es wird nur erwähnt, dass sie „kräftig daran arbeiten“.
Die Figuren Randall Gettys, ein Ladenbesitzer aus der Nähe von Charleston, und Desmond LaMotte, dem letzten lebenden Verwandten von Justin und Forbes, werden im Film zu der Figur Gettys LaMotte verschmolzen. Da beide Figuren Mitbegründer des örtlichen Ku-Klux-Klan sind und dieselben Ziele haben, ist dies jedoch nachvollziehbar. Im Film wird die Figur erschossen. In dem Roman wird LaMotte von einem Alligator getötet und verspeist, Gettys dagegen verhaftet und zu einem Kronzeugen gemacht.
Außerdem wird die sich im Buch nur gerade anbahnende Beziehung von George Hazard und Madeleine Main als bereits vorhanden dargestellt. Auch tritt George im Film bei der Suche nach Charles Mains Sohn an die Stelle eines indianischen Fährtensuchers, und die Schlacht um Mont Royal zwischen dem Klan und den freien Schwarzen findet in dieser Form nicht statt, der Klan erledigt sich im Buch durch die buchstäbliche Dummheit seiner Mitglieder, die sich bei mehreren Angriffen auf die Plantage selbst dezimieren. Allgemein wird George als aktiv und tatenfreudig dargestellt, während er sich im Buch nach der Ermordung seiner Frau durch Bent in die Schweiz zurückzieht und zum Trinker wird und somit als Figur auch nicht präsent sein kann, auch wenn er durch Briefe und Telegramme stets auf dem Laufenden ist bzw. gehalten wird. Erst nach der Hinrichtung Bents hört er zu trinken auf und kehrt er nach Lehigh Station zurück. Dort arbeitet er zukünftig daran, den Main-Hazard-Clan zusammenzuhalten, was nicht einfach ist.
Stanley hat in der Vorlage Zwillingssöhne, Kinder werden in der Serie jedoch nicht erwähnt. Auch geht er nicht ins Gefängnis, sondern lässt sich von Isabel scheiden und wälzt die Schuld an den illegalen Geschäften, zu denen sie ihn gedrängt hatte, auch auf sie ab. Auch er macht einen Wandel in eine grundsätzlich positive Richtung, was die Familie und sein Geschäftsgebaren angeht durch, bleibt jedoch in politischer Hinsicht undurchsichtig.
Sklavenaufseher Salem Jones kommt im Buch nicht zurück nach Mont Royal, sondern schließt sich (aus Rache für seine Entlassung von M. R.) der Armee der Nordstaaten an und desertiert mehrmals, um die Registrierungsprämie von 300 Dollar zu kassieren. Nachdem er beim 3. Mal gebrandmarkt wird, zündet er aus Rache das Heerlager an, und es wird angedeutet, dass er auf der Flucht davon erschossen wird. Danach wird er nie mehr erwähnt.
Der befreite Sklave Isaac, der vom Union Club (in der Vorlage Union League) unter großem Jubel zum Delegierten bestimmt wird, heißt im Buch Andy Sherman und steht dem Club kritisch gegenüber, da dessen Methoden (Einsingen von Parolen, Gewaltbereitschaft gegenüber Andersdenkenden) ihn an die Sklaverei erinnern. Sherman wird auch nicht zum Delegierten gewählt, sondern entscheidet sich selbst dafür.
In der Serie haben sowohl Orry als auch George am Ende des Krieges den Generalsrang, in der Vorlage haben George, Billy und Charles am Ende alle den Rang eines Majors, Orry ist zum Zeitpunkt seines Todes Colonel und somit einen Rang höher. Den Generals-Rang lehnen alle vier aus verschiedenen Gründen ab, außerdem ruiniert George seine Aufstiegschancen bewusst, weil er dem Kriegsminister die Meinung sagt.
Die drei Teile der Romantrilogie sind alle etwa gleich lang; je nach Druckausgabe ca. 1000 Seiten pro Band. Dennoch ist die Verfilmung des dritten Teils nur halb so lang (3 × 90 Minuten) wie die beiden anderen; hier wurde also sehr viel stärker gekürzt.

## Ausstrahlung und Einschaltquoten in Deutschland
Die Erstausstrahlungsrechte der ersten beiden Staffeln für das deutsche Fernsehen sicherte sich das Zweite Deutsche Fernsehen. Fackeln im Sturm bescherte dem ZDF bei der Erstausstrahlung im Jahr 1987 einen überaus großen Quotenerfolg. Die Erstausstrahlung der Folgen 3 bis 6 erreichte Werte zwischen 21,46 Mio. und 23,89 Mio. Zuschauer. Nach der Erstausstrahlung wurde die Serie, teils auch als 24-teilige Serie à 45 Minuten, mehrfach im Fernsehen wiederholt. Nach einer Wiederholung der ersten beiden Staffeln auf Sat.1 erfolgte die Erstausstrahlung der dritten Staffel auf diesem Sender. Eine Wiederholung auf ZDF neo im Dezember 2015 brachte dem Spartensender im Vorabendprogramm noch Quoten um 0,3 Mio. Zuschauer. Seit 1. August 2019 stehen alle drei Staffeln beim Streamingdienst Prime Video zum Abruf bereit.

## Auszeichnungen
Die erste Staffel der Serie erhielt einen Emmy für die besten Kostüme sowie Nominierungen in den Kategorien Bestes Hairstyling, Beste Maske, Beste Musik, Beste Kamera, Bester Schnitt und Bester Ton-Schnitt.
David Carradine und Lesley-Anne Down wurden bei der Verleihung 1986 als Bester Nebendarsteller bzw. Beste Nebendarstellerin für einen Golden Globe nominiert.

## DVD-Umsetzung
Inzwischen wurden in Deutschland auch alle drei Staffeln als DVD herausgegeben. Hierbei zeigte sich, dass die Serie für die deutsche Fassung leicht gekürzt wurde. Auf den DVDs gibt es deswegen die Möglichkeit, entweder das ungekürzte Original oder die gekürzte deutsche Fassung anzuschauen. Die Laufzeitunterschiede variieren von Folge zu Folge. Geschnitten wurde jedoch beispielsweise gleich die erste Szene: In der deutschen Fassung sieht man nach dem Vorspann, wie Orrys Schwestern ein Vogelnest finden. Im Original jedoch sieht man zuerst, wie die beiden Mädchen fröhlich über die gesamte Plantage schlendern und dabei an den hart arbeitenden Sklaven vorbeikommen. Neben kurzen Handlungsabschnitten wie diesen kürzte das ZDF für die damalige Ausstrahlung aus Zeitgründen auch Gewaltszenen, was sich besonders im springenden Ton bemerkbar macht.
Darüber hinaus wurde das Bildformat für die DVD geändert: Gedreht wurde damals im 4:3-Format, auf DVD erschien die Serie jedoch im 16:9-Format. Dies wurde erreicht, indem das Bild oben und unten beschnitten wurde.
Die dritte Staffel, die ebenfalls auf DVD erschien, hat dagegen das 4:3-Format.